# Grizzlies Roma
I Grizzlies Roma sono una squadra di football americano della città di Roma.
Fondati nel 1981, eredi diretti dei Lupi Roma che parteciparono ai primi tre campionati italiani, i Grizzlies rappresentano una delle formazioni più importanti del football americano a Roma. 
Dal 1982 al 1987 hanno partecipato ai campionati italiani di serie A1 e A2, senza mai vincerli ma ottenendo più volte l'ingresso nei playoff, e dando vita a partite memorabili contro le blasonate squadre "del nord" che ancor oggi vengono ricordate come delle autentiche battaglie.
Dopo lo scioglimento, avvenuto nel 1987 per problemi finanziari e diversi anni di inattività, dal 2006 i Grizzlies partecipano stabilmente ai campionati italiani, sia con un team "tackle", sia con un team di flag football.
Nel 2009 hanno vinto il CIF9 dopo una stagione di 9 vittorie e 0 sconfitte e una finale vinta per 24 a 0 sui Giants Bolzano.
Nel 2011 partecipano al campionato high school imponendosi prima nel loro girone con una perfect season e successivamente nei playoff battendo prima nei quarti di finale i Warriors Bologna 25-6 e incontrando in semifinale i Draghi Udine battuti 22-6. Approdano,dunque, in finale, giocata il 18 dicembre al Velodromo Vigorelli di Milano, incontrano i Seamen Milano, imponendosi su questi ultimi per 31-22. Nel 2012 partecipano alla prima finale nel campionato di II Divisione, perdendo contro i Barbari Roma Nord. A dicembre affrontano di nuovo i Seamen Milano, al Vigorelli, per la finale del Campionato Nazionale Under 18, ma questa volta ne escono sconfitti. Nel 2013 di nuovo in finale nel Campionato di II Divisione e questa volta, sul campo di Mirabilandia, si aggiudicano la vittoria sui più quotati Lions Bergamo. Arrivano di nuovo in finale nel 2014 e sono di nuovo vittoriosi, questa volta sugli Elephants Catania, sul campo di Mirano. Nel 2015 i Grizzlies decidono di fare il salto in Prima Divisione conquistando subito un posto nei playoff ma uscendone al primo turno contro i campioni uscenti, Seamen Milano, che si riconfermeranno campioni. Nel 2016, non riesco ad aggiudicarsi la qualificazione ai playoff ma, con il quinto posto nel girone sud, ottengono la salvezza in un campionato divenuto sempre più competitivo, soprattutto considerando il fatto di avere a disposizione un solo giocatore proveniente dagli USA, e solo per metà campionato causa infortunio.
Nel 2017 la squadra, disputa la sua ultima partita in Prima Divisione, concludendo una stagione, a dir poco sfortunata, con il record negativo di 0-10.
Nell'estate dello stesso anno, avviene la fusione tra Grizzlies Roma e Marines Lazio che dà vita ai Ducks Lazio, in Prima Divisione, e ai Fighting Ducks Lazio, in Terza Divisione.
Nel 2022, viene nuovamente formata la squadra senior.
Attualmente, i Grizzlies partecipano al campionato di Seconda Divisione italiana.

## Dettaglio stagioni

### Campionato italiano

#### Serie A/A1/Golden League/IFL/Prima Divisione
| Stagione | regular season | regular season | regular season | regular season | regular season | regular season | playoff | playoff | playoff | playoff | playoff | playoff          | playoff             |
|          | Vin            | Par            | Per            | Tot            | PF             | PS             | Vin     | Per     | Tot     | PF      | PS      | risultato        | avversaria          |
| -------- | -------------- | -------------- | -------------- | -------------- | -------------- | -------------- | ------- | ------- | ------- | ------- | ------- | ---------------- | ------------------- |
| 1982     | 8              | 0              | 2              | 10             | 90             | 38             | 0       | 1       | 1       | 0       | 7       | Semifinale       | Frogs Gallarate     |
| 1983     | 6              | 0              | 4              | 10             | 122            | 106            | -       | -       | -       | -       | -       | -                | -                   |
| 1984     | 5              | 1              | 4              | 10             | 232            | 113            | -       | -       | -       | -       | -       | -                | -                   |
| 1985     | 9              | 0              | 3              | 12             | 350            | 90             | 1       | 1       | 2       | 61      | 30      | Quarti di finale | Frogs Busto Arsizio |
| 1986     | 9              | 0              | 1              | 10             | 385            | 81             | 0       | 1       | 1       | 12      | 24      | Ottavi di finale | Lions Bergamo       |
| 1987     | 3              | 1              | 8              | 12             | 153            | 199            | -       | -       | -       | -       | -       | -                | -                   |
| 2015     | 5              | 0              | 5              | 10             | 153            | 187            | 0       | 1       | 1       | 12      | 48      | Quarti di finale | Seamen Milano       |
| 2016     | 3              | 0              | 7              | 10             | 202            | 322            | -       | -       | -       | -       | -       | -                | -                   |
| 2017     | 0              | 0              | 10             | 10             | 105            | 383            | -       | -       | -       | -       | -       | -                | -                   |
| Totale   | 48             | 2              | 44             | 94             | 1792           | 1519           | 1       | 4       | 5       | 85      | 109     |                  |                     |

Fonte: Enciclopedia del Football - A cura di Roberto Mezzetti

#### Serie B (secondo livello)/LENAF/IFL2/Seconda Divisione
| Stagione | regular season | regular season | regular season | regular season | regular season | regular season | playoff | playoff | playoff | playoff | playoff | playoff      | playoff           |
|          | Vin            | Par            | Per            | Tot            | PF             | PS             | Vin     | Per     | Tot     | PF      | PS      | risultato    | avversaria        |
| -------- | -------------- | -------------- | -------------- | -------------- | -------------- | -------------- | ------- | ------- | ------- | ------- | ------- | ------------ | ----------------- |
| 2010     | 3              | 0              | 5              | 8              | 139            | 198            | -       | -       | -       | -       | -       | -            | -                 |
| 2011     | 3              | 0              | 5              | 8              | 186            | 156            | -       | -       | -       | -       | -       | -            | -                 |
| 2012     | 7              | 0              | 1              | 8              | 189            | 61             | 2       | 1       | 3       | 54      | 37      | Italian Bowl | Lions Bergamo     |
| 2013     | 6              | 0              | 2              | 8              | 220            | 65             | 4       | 0       | 4       | 50      | 14      | Campioni     | Lions Bergamo     |
| 2014     | 6              | 0              | 2              | 8              | 231            | 62             | 3       | 0       | 3       | 67      | 44      | Campioni     | Elephants Catania |
| 2023     | 1              | 0              | 7              | 8              | 43             | 196            | -       | -       | -       | -       | -       | -            | -                 |
| 2024     | 1              | 0              | 6              | 7              | 135            | 257            | -       | -       | -       | -       | -       | -            | -                 |
| Totale   | 27             | 0              | 28             | 55             | 1143           | 995            | 9       | 1       | 10      | 171     | 95      |              |                   |

Fonte: Enciclopedia del Football - A cura di Roberto Mezzetti

#### Serie B NFLI (secondo livello)
A seguito dell'ingresso di FIDAF nel CONI questo torneo non è considerato ufficiale.
| Stagione | regular season | regular season | regular season | regular season | regular season | regular season | playoff | playoff | playoff | playoff | playoff | playoff       | playoff         |
|          | Vin            | Par            | Per            | Tot            | PF             | PS             | Vin     | Per     | Tot     | PF      | PS      | risultato     | avversaria      |
| -------- | -------------- | -------------- | -------------- | -------------- | -------------- | -------------- | ------- | ------- | ------- | ------- | ------- | ------------- | --------------- |
| 2008     | 3              | 0              | 1              | 4              | 123            | 98             | 0       | 1       | 1       | 6       | 14      | Secondo turno | Wild Boars Bari |
| Totale   | 3              | 0              | 1              | 4              | 123            | 98             | 0       | 1       | 1       | 6       | 14      |               |                 |

Fonte: Enciclopedia del Football - A cura di Roberto Mezzetti

#### Serie B (terzo livello)/Arena League/Terza Divisione/CIF9
| Stagione | regular season | regular season | regular season | regular season | regular season | regular season | playoff | playoff | playoff | playoff | playoff | playoff              | playoff               |
|          | Vin            | Par            | Per            | Tot            | PF             | PS             | Vin     | Per     | Tot     | PF      | PS      | risultato            | avversaria            |
| -------- | -------------- | -------------- | -------------- | -------------- | -------------- | -------------- | ------- | ------- | ------- | ------- | ------- | -------------------- | --------------------- |
| 2007     | 3              | 0              | 3              | 6              | 80             | 166            | -       | -       | -       | -       | -       | -                    | -                     |
| 2009     | 6              | 0              | 0              | 6              | 154            | 42             | 3       | 0       | 3       | 83      | 20      | Campioni             | Giganti Bolzano       |
| 2018     | 4              | 0              | 2              | 6              | 168            | 78             | 1       | 1       | 2       | 26      | 31      | Quarti di conference | Nuovi Grifoni Perugia |
| 2019     | 4              | 0              | 2              | 6              | 179            | 157            | 0       | 1       | 1       | 35      | 64      | Wild Card            | Achei Crotone         |
| 2021     | 2              | 0              | 2              | 4              | 80             | 72             | -       | -       | -       | -       | -       | -                    | -                     |
| Totale   | 19             | 0              | 9              | 28             | 661            | 515            | 4       | 2       | 6       | 144     | 115     |                      |                       |

Fonte: Enciclopedia del Football - A cura di Roberto Mezzetti

## Palmarès
- 1 Ninebowl (2009)
- 1 High School Bowl (2011)
- 2 Italian Bowl LeNAF (2013, 2014)
- 1 Campionato italiano Flag Football U18 (2021/2022)